# DeepL Translator
DeepL Translator is een automatische online-vertaaldienst via neurale netwerken die op 28 augustus 2017 is uitgebracht en ontwikkeld wordt door DeepL GmbH, gevestigd in de Duitse stad Keulen.
DeepL biedt aan in meer dan 31 talen, waaronder het Nederlands, Brits-Engels, Amerikaans-Engels, Duits en Frans. Bovendien worden benaderingen van taalequivalentie tussen al deze talen voorgesteld, met behulp van een tweestapsproces via een Engelse tussenstap. Vertalingen van Engels van/naar een andere taal gaan rechtstreeks, andere combinaties gaan via Engels.
Op DeepL komen geen advertenties. Het bedrijf wil geld verdienen met het verstrekken van licenties op een vertaal-API. Ook worden betaalde abonnementen aangeboden waarmee documenten in Word-(.docx), PowerPoint-(.pptx) of PDF-formaat vertaald kunnen worden.
Naast de online-dienst zijn ook gratis applicaties te downloaden voor Android, iOS, macOS en Windows.

## Ontvangst
De ontvangst van DeepL Translator was over het algemeen positief. TechCrunch noemde de vertaaldienst  'nauwkeuriger' dan Google Translate, en volgens Le Monde wist DeepL een Engelstalig opiniestuk in natuurlijker Frans te vertalen dan zijn concurrenten.
RTL Z verklaarde dat DeepL Translator "betere vertalingen biedt dan Google Translate als het gaat om Nederlands naar Engels en vice versa".
Andere persbureaus en nieuwswebsites spraken ook hun lof uit over DeepL Translator, zoals de Italiaanse krant La Repubblica en de Latijns-Amerikaanse website Wwwhat's New.
De belangrijkste concurrenten zijn Google Translate, Microsoft Translator, Yandex.Translate en Kagi Translate.